# Observatie- en behandelingscentrum Bethanië
Het Observatie- en behandelingscentrum Bethanië is een instelling voor jongeren in Genk en Hasselt. Het centrum betrekt het thuismilieu en de schoolomgeving bij de gekozen begeleiding. Het voldoet aan de erkenningscriteria van de overheid voor subsidiëring, van onder meer het Vlaams Agentschap voor Personen met een Handicap.

## Geschiedenis
In 1965 stichtten de Dominicanessen van Bethanië in Genk het kinderdorp Bethanië. Deze congregatie had in Nederland ervaring met opvang van reclasseringskinderen. Aan de rand van de stad in de wijk Sledderlo tegen het bos aan, startten ze met een paviljoen. Doorheen de jaren werd er steeds bijgebouwd en Bethanië groeide uit tot een Observatie- en Behandelingscentrum (OBC) dat met de jaren meer en meer door leken gerund. Vooral onder de bezielende leiding van Jo Voets, universitair gevormd pedagoog, werd ook de professionalisering doorgevoerd, met gediplomeerde opvoeders en verzorgenden. 
In 2005 werd het centrum uitgebreid met een Medisch-Pedagogisch Instituut (MPI), door de overname van het Home voor Individuele Opvoeding te Houthalen. Een tehuis voor moeilijk opvoedbare kinderen, in 1963 gesticht door het echtpaar Schollen-Huygen uit Lanklaar, maar waarvoor geen echte opvolging bereikt kon worden. Toen in 2008 de jezuïeten het bezinningscentrum Godsheide (bij Hasselt) verlieten, vond men een geschikte infrastructuur voor alweer een volgende uitbreiding, en kon het gebouw in Houthalen worden opgegeven.
In 2012 omvat de werking:
- een semi-internaat, opvang en begeleiding na school en woensdagnamiddag;
- een MPI, voor leerlingen van het buitengewoon onderwijs i.c. voor leerlingen met ernstige emotionele en/of gedragsproblemen (type 3);
- studio's: wonen. Jongeren tussen 17 en 18 jaar die zelfstandig op een studio kunnen wonen, maar nog begeleiding in de buurt nodig hebben.